# Blood Machines
Pour plus de détails, voir Fiche technique et Distribution.
Blood Machines est un film français réalisé par Seth Ickerman (pseudonyme du duo Raphaël Hernandez et Savitri Joly-Gonfard), sorti en 2019.

## Synopsis
Un équipage se lance à la poursuite d'une intelligence artificielle qui s'est échappée de son vaisseau spatial.

## Fiche technique
- Titre : Blood Machines
- Réalisation : Seth Ickerman
- Scénario : Seth Ickerman et Paul La Farge
- Musique : Carpenter Brut
- Photographie : Philip Lozano
- Montage : Seth Ickerman
- Production : Rebhi Barqawi, Frédéric Fiore, Pedro Germán López Meza, Alexis Perrin, Uneeb Qureshi et Mike Shema
- Société de production : Logical Pictures et Rumble Fish Productions
- Pays :  France
- Genre : Science-fiction
- Durée : 50 minutes
- Dates de sortie : 
  -  France : 14 septembre 2019 (L'Étrange Festival), 1er septembre 2020

## Distribution
- Elisa Lasowski : Corey
- Anders Heinrichsen : Vascan
- Christian Erickson (en) : Lago
- Natasha Cashman : Bald
- Walter Dickerson : Galdor
- Joëlle Berckmans : Mima
- Alexandra Flandrin : Tracy (voix)
- Noémie Stevens : Tracy
- Marion Levavasseur : Bulk

## Sortie

### Accueil critique
En France, le site Allociné recense une moyenne des critiques presse de 3,8/5.
Caroline Vié pour 20 Minutes dit du film qu'« avec ses effets spéciaux impressionnants et son budget riquiqui, [il] étonne et divertit ». Erwan Lafleuriel pour IGN estime que « c'est surtout au niveau de la réalisation, malgré les quelques passages à vide, que Blood Machines impressionne ».